# Lynchia angustifrons
Lynchia angustifrons är en tvåvingeart som först beskrevs av Wulp 1903.  Lynchia angustifrons ingår i släktet Lynchia och familjen lusflugor. Inga underarter finns listade i Catalogue of Life.